# جين صموئيل
جين صموئيل (بالإنجليزية: Gene Samuel)‏ (و. 1960  م) هو راكب دراجة هوائية ترنيدادي، ولد في ترينيداد وتوباغو، شارك في الألعاب الأولمبية الصيفية 1996، والألعاب الأولمبية الصيفية 1988، والألعاب الأولمبية الصيفية 1992، والألعاب الأولمبية الصيفية 1984.

## روابط خارجية
- جين صموئيل على موقع أرشيف الدراجات (الإنجليزية)
- جين صموئيل على موقع أوليمبيديا (الإنجليزية)
- جين صموئيل على موقع اتحاد ألعاب الكومنولث (مؤرشف) (الإنجليزية)